# 나베레즈니예첼니
나베레즈니예첼니(타타르어: Yar Çallı(라틴)/Яр Чаллы(키릴) 야르 찰르; 러시아어: На́бережные Челны́ 나베레즈느에첼느[*], 문화어: 나베레즈늬에첼늬)는 러시아 타타르 공화국에서 두 번째로 큰 도시이다.
1982년부터 1988년까지 레오니트 브레즈네프를 기념하여 브레즈네프로 불렸다.

## 지리
카마 강에 접해 있다. 카잔에서 동쪽으로 225km지점에 위치해 있다.

## 산업
공업이 발달해 있다.

## 교육
카잔 건축공학협회의 종합기술국과 자동차기술학교가 있다.

## 주민
러시아인 45,5%, 타타르족 43,9%, 추바슈인 1,9%, 우크라이나인 1,6%, 바슈키르인 1,4%, 마리인, 모르도바인과 우드무르트인 1,9%이 거주하고 있다.
| 연도                | 인구    | ±%      |
| ------------------- | ------- | ------- |
| 1897                | 1,000   | —       |
| 1926                | 4,000   | +300.0% |
| 1939                | 9,400   | +135.0% |
| 1959                | 19,103  | +103.2% |
| 1970                | 37,923  | +98.5%  |
| 1979                | 301,381 | +694.7% |
| 1989                | 500,309 | +66.0%  |
| 2002                | 509,870 | +1.9%   |
| 2010                | 513,193 | +0.7%   |
| 2021                | 548,434 | +6.9%   |
| Source: Census data |         |         |

## 자매 도시
- 중국 랴오청 시 (2009)